# Ricardo Cortez
Ricardo Cortez, nato Jacob Krantz (Vienna, 19 settembre 1899 – New York, 28 aprile 1977), è stato un attore e regista austriaco.

## Biografia

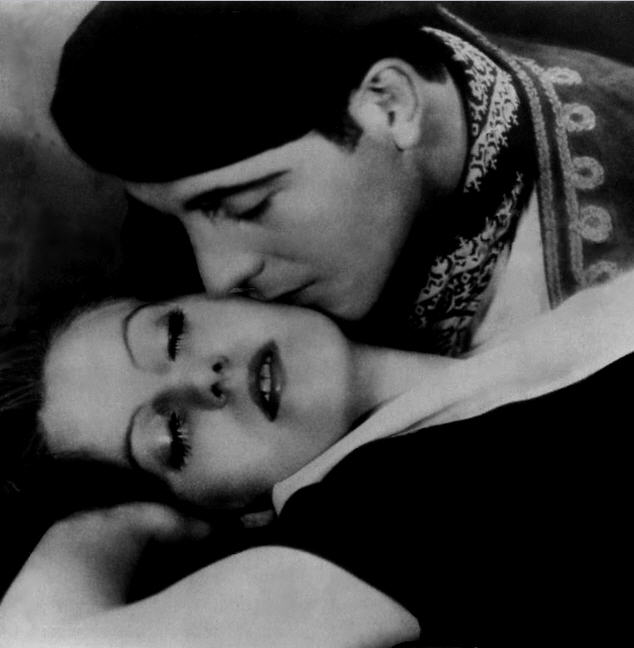
Con Greta Garbo in Torrent (1926)

Sotto lo pseudonimo latino si nasconde un ebreo viennese di nome Jacob Krantz, che emigrò giovanissimo con la famiglia negli Stati Uniti, esercitando i più disparati mestieri per mantenersi durante gli studi di recitazione.
Al suo arrivo a Hollywood durante il periodo di massima popolarità di Rodolfo Valentino, il teutonico Jacob venne trasformato dagli Studios nello spagnolo Ricardo. La Paramount tentò di farne il successore della grande star prematuramente scomparsa, tuttavia il giovane Cortez, alto e bruno, non voleva nessun paragone con il latin lover che era appena venuto a mancare. Nonostante le sue resistenze, finì per recitare in molti film romantici, spesso mediocri, che si reggevano più sul suo aspetto fisico che sulla sceneggiatura.
Senza mai assurgere alle grandi vette di Hollywood, Cortez interpretò da protagonista alcuni film quali il melodramma Melodie della vita (1932), il thriller Il grande nemico (1935), accanto a Bette Davis, e il poliziesco L'ultimo avvertimento di Mr. Moto (1939).
Interpretò moltissimi altri film in ruoli secondari, per un totale di circa 100 pellicole. Tra il 1939 e il 1940 provò a passare alla regia, ma i suoi tentativi dietro la macchina da presa ebbero risultati deludenti. Durante gli anni quaranta diradò progressivamente le sue apparizioni cinematografiche, comparendo ancora nei noir Il segreto del medaglione (1946) e La collana insanguinata (1947).
Tornato a lavorare a Wall Street, Cortez diventò uno stimato broker. Si concesse un ritorno sul set unicamente per un ruolo nel dramma L'ultimo urrà (1958) di John Ford e per un'apparizione in un episodio della serie televisiva western Bonanza (1960).

## Filmografia parziale

### Cinema
- The Imp, regia di Robert Ellis (1919)
- The Call of the Canyon, regia di Victor Fleming (1923)
- Hollywood, regia di James Cruze (1923)
- The Bedroom Window, regia di William C. deMille (1924)
- Anime nel turbine (Feet of Clay), regia di Cecil B. DeMille  (1924)
- Amore argentino (Argentine Love), regia di Allan Dwan (1924)
- Il cigno (The Swan), regia di Dmitrij Buchoveckij (1925)
- Matador (The Spaniard), regia di Raoul Walsh (1925)
- In the Name of Love, regia di Howard Higgin (1925)
- Il torrente (Torrent), regia (non accreditato) di Monta Bell (1926)
- The Cat's Pajamas, regia di William A. Wellman (1926)
- L'angoscia di Satana (The Sorrows of Satan), regia di D.W. Griffith (1926)
- Il corsaro mascherato (The Eagle of the Sea), regia di Frank Lloyd (1926)
- La vita privata di Elena di Troia (The Private Life of Helen of Troy), regia di Alexander Korda (1927)
- By Whose Hand?, regia di Walter Lang (1927)
- La nuova generazione (The Younger Generation), regia di Frank Capra (1929)
- New Orleans, regia di Reginald Barker (1929)
- Lo zeppelin perduto (The Lost Zeppelin), regia di Edward Sloman (1929)
- The Phantom in the House, regia di Phil Rosen (1929)
- Un marito fuori posto (Montana Moon), regia di Malcolm St. Clair (1930)
- La stella della Taverna Nera (Her Man), regia di Tay Garnett (1930)
- Dieci soldi a danza (Ten Cents a Dance), regia di Lionel Barrymore (1931)
- Anime incatenate (White Shoulders), regia di Melville W. Brown (1931)
- Amore mio tradiscimi (Big Business Girl), regia di William A. Seiter (1931)
- Il sentiero del peccato (Transgression), regia di Herbert Brenon (1931)
- Melodie della vita (Symphony of Six Million), regia di Gregory La Cava (1932)
- Il lottatore (Flesh), regia di John Ford (1932)
- Torch Singer, regia di Alexander Hall, George Somnes (1932)
- Il fantasma di Crestwood (The Phantom of Crestwood), regia di J. Walter Ruben (1932)
- Broadway Bad, regia di Sidney Lanfield (1933)
- Mary a mezzanotte (Midnight Mary), regia di William A. Wellman (1933)
- Lo sparviero (Big Executive), regia di Erle C. Kenton (1933)
- La casa della 56ª strada (The House on 56th Street), regia di Robert Florey (1933)
- The Big Shakedown, regia di John Francis Dillon (1934)
- Tanya (Mandalay), regia di Michael Curtiz (1934)
- Wonder Bar, regia di Lloyd Bacon (1934)
- Hat, Coat, and Glove, regia di Worthington Miner (1934)
- The Man with Two Faces, regia di Archie Mayo (1934)
- A Lost Lady, regia di Alfred E. Green e, non accreditato, Phil Rosen (1934)
- La carne e l'anima (Only 8 Hours), regia di George B. Seitz (1935)
- Il grande nemico (Special Agent), regia di William Keighley (1935)
- La riva dei bruti (Frisco Kid), regia di Lloyd Bacon (1935)
- L'ombra del dubbio (Shadow of Doubt), regia di George B. Seitz (1935)
- La voce del diavolo (Talk of the Devil), regia Carol Reed (1936)
- L'ombra che cammina (The Walking Dead), regia di Michael Curtiz (1936)
- Il mistero del gatto grigio (The Case of the Black Cat) regia di William C. McGann (1936)
- Il californiano - Robin Hood della California (The Californian), regia di Gus Meins (1937)
- L'ultimo avvertimento di Mr. Moto (Mr. Moto's Last Warning), regia di Norman Foster (1939)
- Charlie Chan a Reno (Charlie Chan in Reno), regia di Norman Foster (1939)
- Charlie Chan delitto a New York (Murder Over New York), regia di Harry Lachman (1940)
- Il segreto del medaglione (The Locket), regia di John Brahm (1946)
- La collana insanguinata (Mistery in Mexico), regia di Robert Wise (1948)
- Bunco Squad, regia di Herbert I. Leeds (1950)
- L'ultimo urrà (The Last Hurrah), regia di John Ford (1958)

### Televisione
- Bonanza - serie TV, episodio 1x16 (1960)